# Маринали, Орацио
Орацио Маринали (итал. Orazio Marinali; 24 февраля 1643, Ангарано (Венето) — 6 апреля 1720, Виченца) — итальянский скульптор эпохи барокко.

## Биография
Орацио родился в Ангарано близ Виченцы, ныне район Бассано-дель-Граппа (Bassano del Grappa), в семье скульптора и резчика по дереву Франческо Маринали (1609 — после 1655) и его супруги Анны. Отец был родом из Болоньи и имел прозвание «Старый Маринали» (Il Vecchio Marinali). Братья Орацио, Франческо (1647 — после 1717) и Анджело (1654—1702), также были скульпторами, а третий брат Бернардино посвятил себя миниатюрной живописи.
Маринали Младший учился скульптуре сначала в семье, у отца и старшего брата, а затем в Венеции у Джусто Ле Курта, работал с 1675 года в основном в районе Венето. В 1665 году в Бассано Орацио Маринали женился на Лючии Бричито, между 1666 и 1667 годами переехал в Виченцу, куда и перевёл семейную мастерскую.
Маринали создал множество произведений, как религиозных, так и светских, от одиночных статуй до больших скульптурных ансамблей. Работал с Санто Калегари Старшим в Падуе, Брешии, Вероне и малых городах венецианской Террафермы. После смерти брата Анджело в 1702 году Орацио принял мастерскую вместе с учениками Анджело Де Путти, Лоренцо Маттиелли (работавшим к северу от Альп) и Джакомо Кассетти, его самым верным учеником.
Вопрос о пребывании Маринали в Риме остаётся спорным. Однако, возможно, именно в Риме под влиянием творчества Джан Лоренцо Бернини манера скульптора стала более живописной и экспрессивной. Ему приписываются бюсты «стариков», или «брави» (итал. bravi — надёжные, славные), статуи персонажей комедии дель арте в саду виллы Конти Лампертико ди Монтегалделла около Виченцы и виллы Пизани в Стра; группа Пьета (Венеция, церковь Сан-Винченцо), статуя Геркулес с гидрой (Виченца, палаццо Леони Монтанари); алтарь капеллы Святой Девы Марии (Мадонна Ассунта-Иммакулата) в церкви Санта Анастасия в Вероне (иллюстрация в карточке статьи), алтари дель Розарио в соборе Бассано; фигуры ангелов в пресбитерии собора в Виченце. Орацио Маринали обладал даром передавать самое характерное, что свидетельствует о его незаурядном даре портретиста. Он создавал маски комедии дель арте, декоративные скульптуры для фонтанов в парках загородных вилл Венето и многое другое.
В России Орацио Маринали известен как автор девяти мраморных бюстов знаменитых философов, богов и героев древности в Летнем саду в Санкт-Петербурге: «Аполлона», «Эскулапа», «Аристотеля», «Гераклита», «Демокрита», «Диогена», «Марса», «Сенеки», «Царя Мидаса» (см. Скульптура Летнего сада), а также скульптурной группы «Юпитер и Антиопа» (Государственный Эрмитаж), бюсты «философов» в пригородных парках Павловска и Царского Села.
Считается, что Маринали оказал влияние на другого известного венецианского скульптора Джованни Бонаццу.

## Галерея

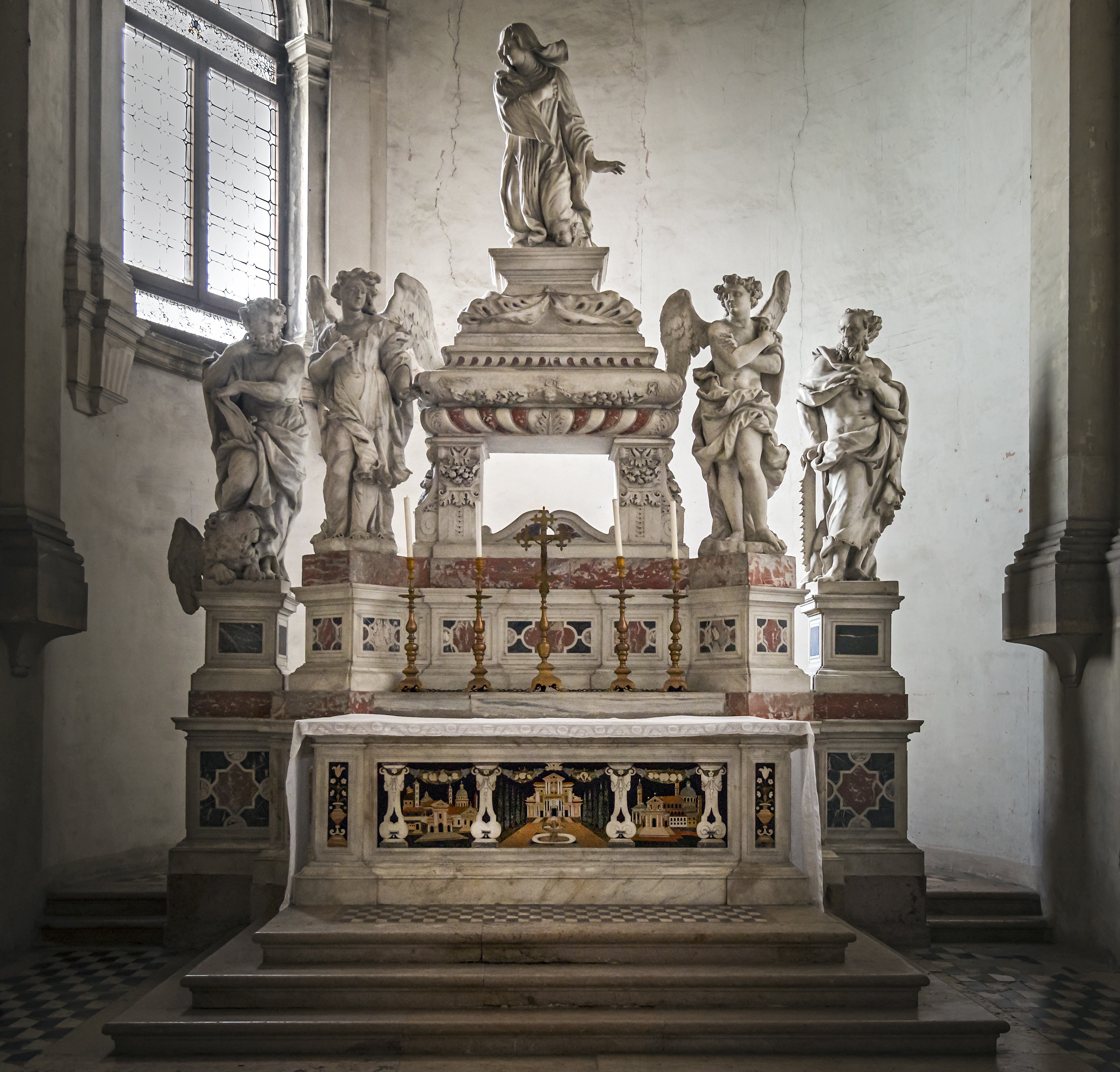
Алтарь Капеллы Санта-Феличита. Базилика Санта-Джустина, Падуя. 1682
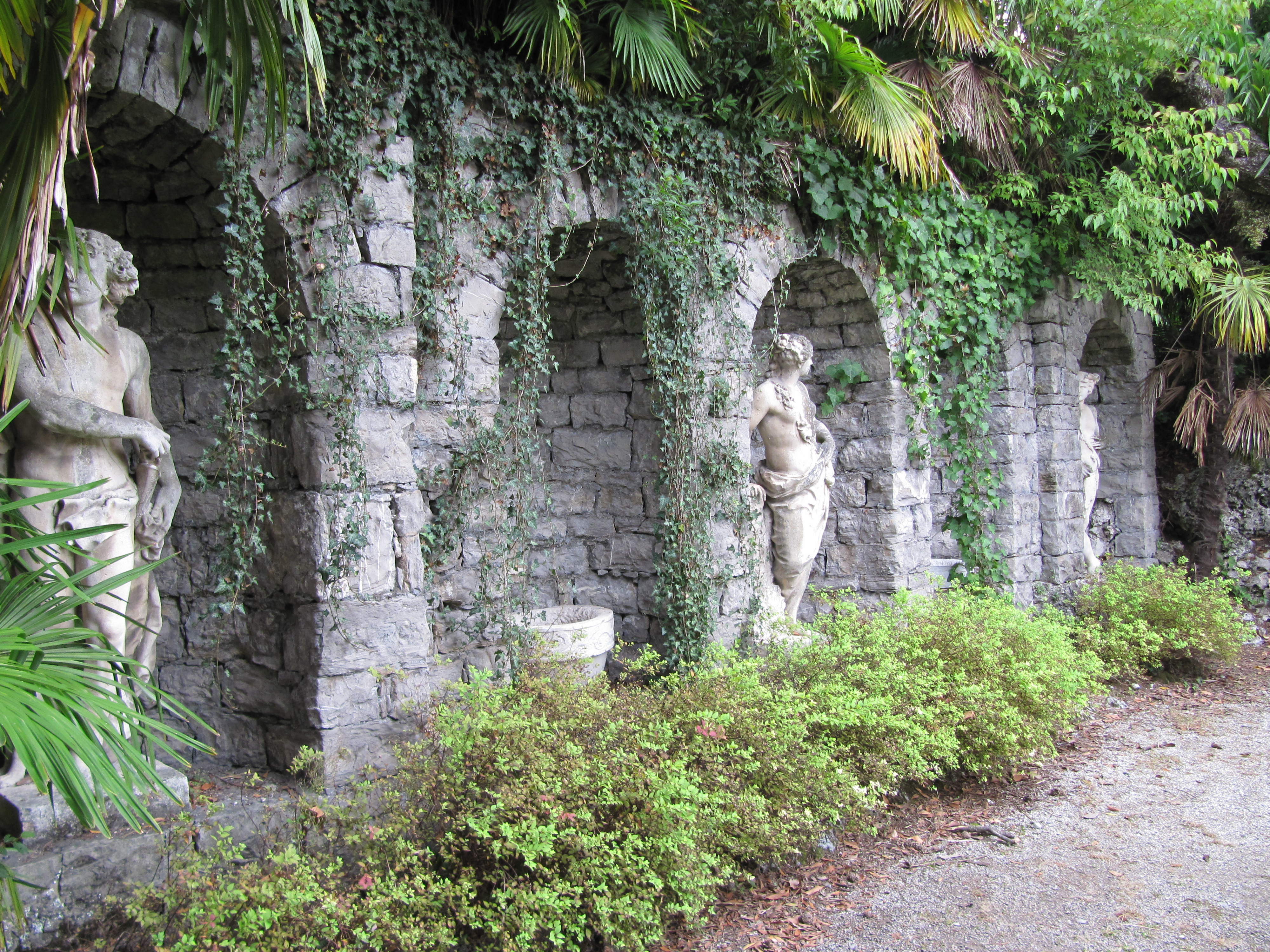
Статуи парка Коронини-Кронберг (Гориция, Фриули)
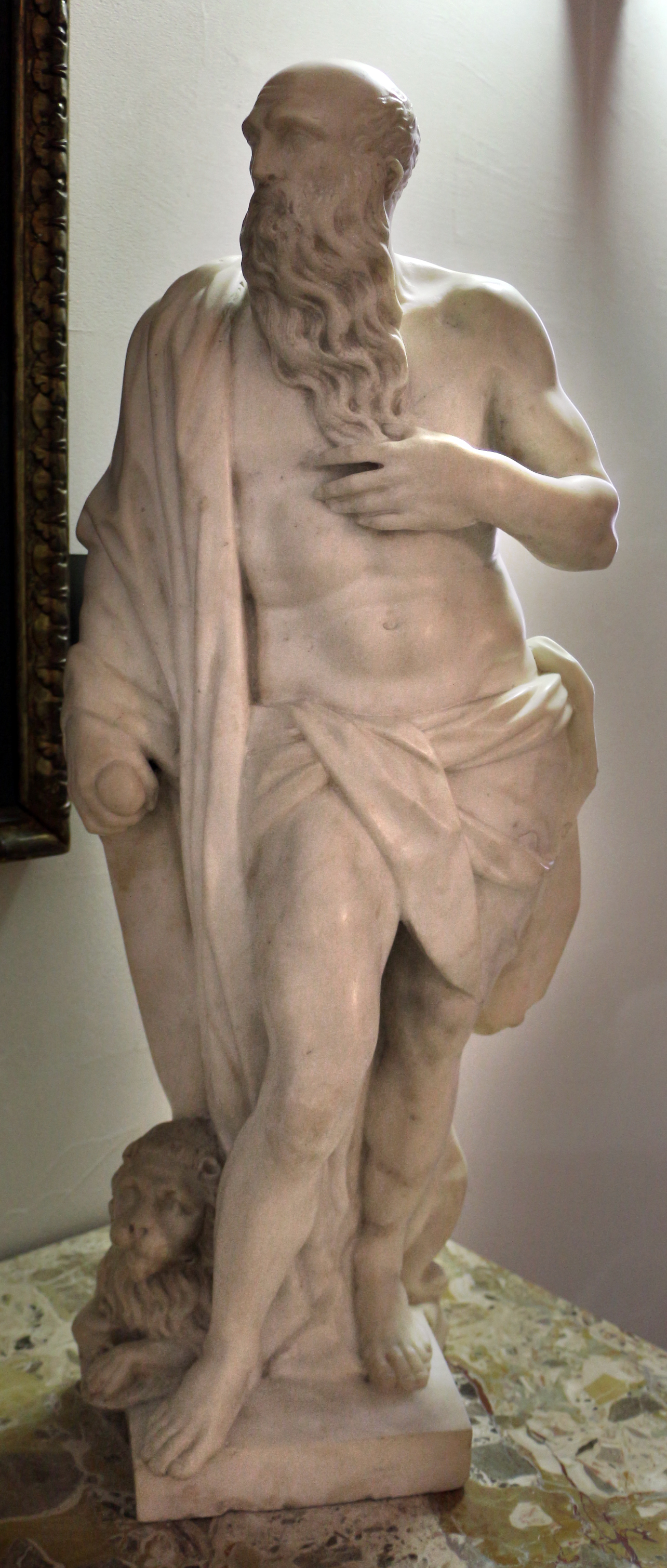
Святой Иероним
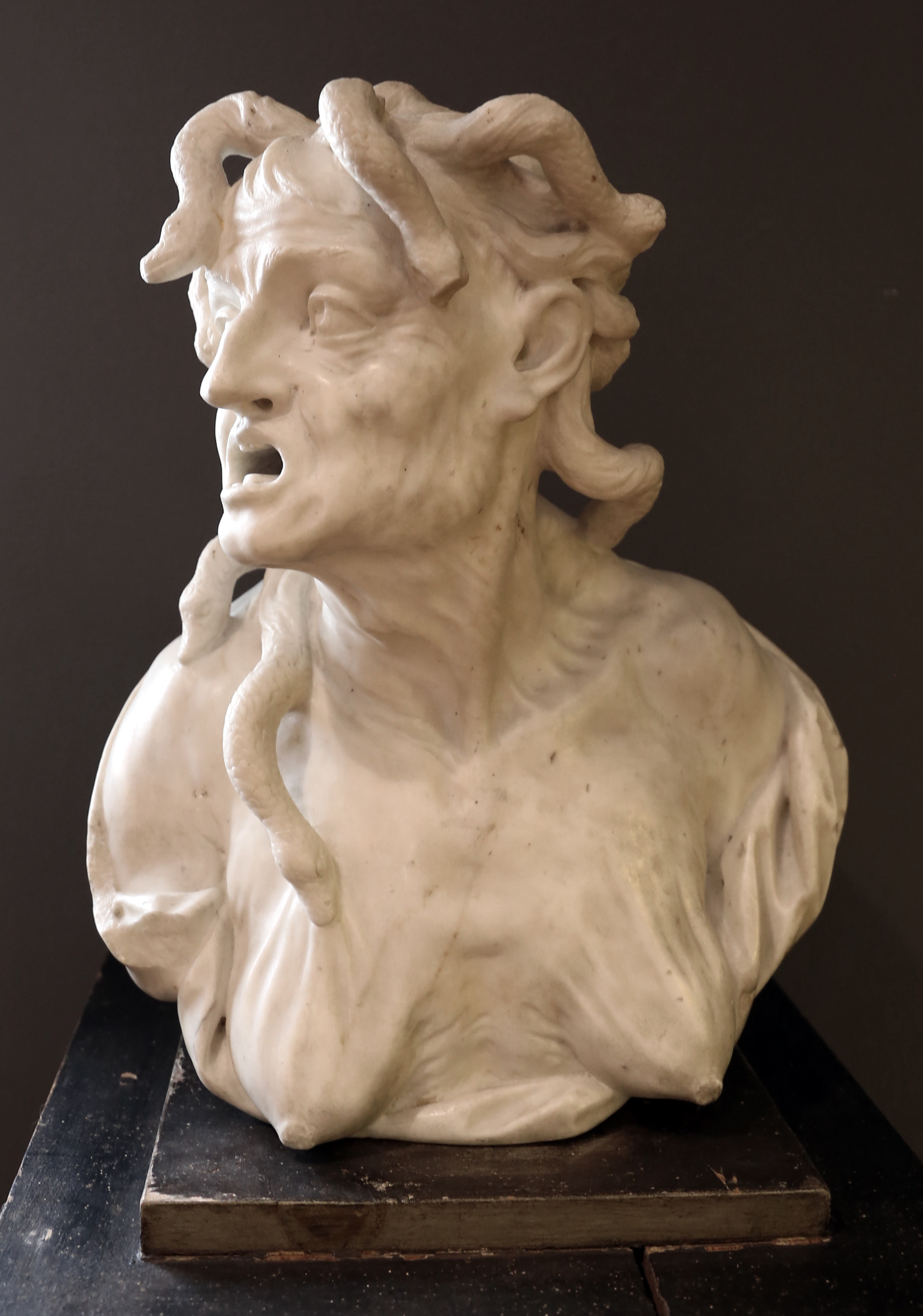
Аллегория зависти. 1690-1720. Мрамор. Частное собрание
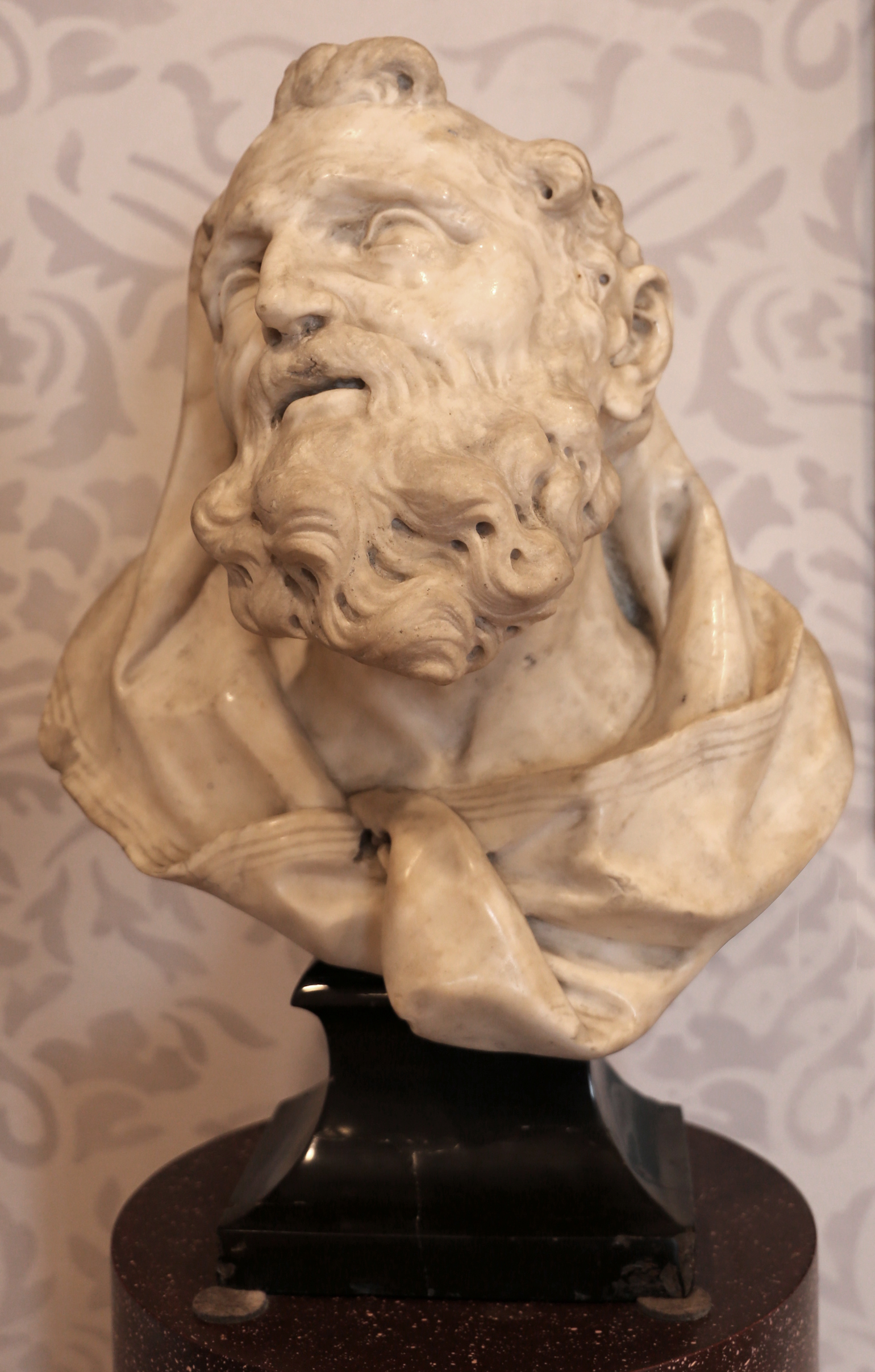
«Старик». 1670-1700. Мрамор. Частное собрание